# Campionato europeo femminile di pallacanestro Under-16 Division B 2019
Il Campionato europeo femminile di pallacanestro Under-16 2019 di Division B (noto anche come FIBA U16 Women's European Championship Division B 2019) si è svolto in Bulgaria, a Sofia.

## Classifica finale
| Pos     | Team                 |  |
| ------- | -------------------- |  |
| Oro     | Slovenia             |  |
| Argento | Portogallo           |  |
| Bronzo  | Croazia              |  |
| 4.      | Norvegia             |  |
| 5.      | Serbia               |  |
| 6.      | Gran Bretagna        |  |
| 7.      | Ucraina              |  |
| 8.      | Bulgaria             |  |
| 9.      | Bielorussia          |  |
| 10.     | Slovacchia           |  |
| 11.     | Israele              |  |
| 12.     | Irlanda              |  |
| 13.     | Paesi Bassi          |  |
| 14.     | Montenegro           |  |
| 15.     | Romania              |  |
| 16.     | Lussemburgo          |  |
| 17.     | Bosnia ed Erzegovina |  |
| 18.     | Svizzera             |  |
| 19.     | Austria              |  |
| 20.     | Kosovo               |  |
| 21.     | Islanda              |  |
| 22.     | Macedonia del Nord   |  |
| 23.     | Albania              |  |